# ریچارد کرامول (هنرپیشه)
ریچارد کرامول (انگلیسی: Richard Cromwell؛ ۸ ژانویهٔ ۱۹۱۰ – ۱۱ اکتبر ۱۹۶۰) یک هنرپیشه اهل ایالات متحده آمریکا بود. وی بین سال‌های ۱۹۳۰ تا ۱۹۴۸ میلادی فعالیت می‌کرد.

## فیلم‌شناسی
- جزبل
- راه بازگشت